# Najwyższa Izba Kontroli

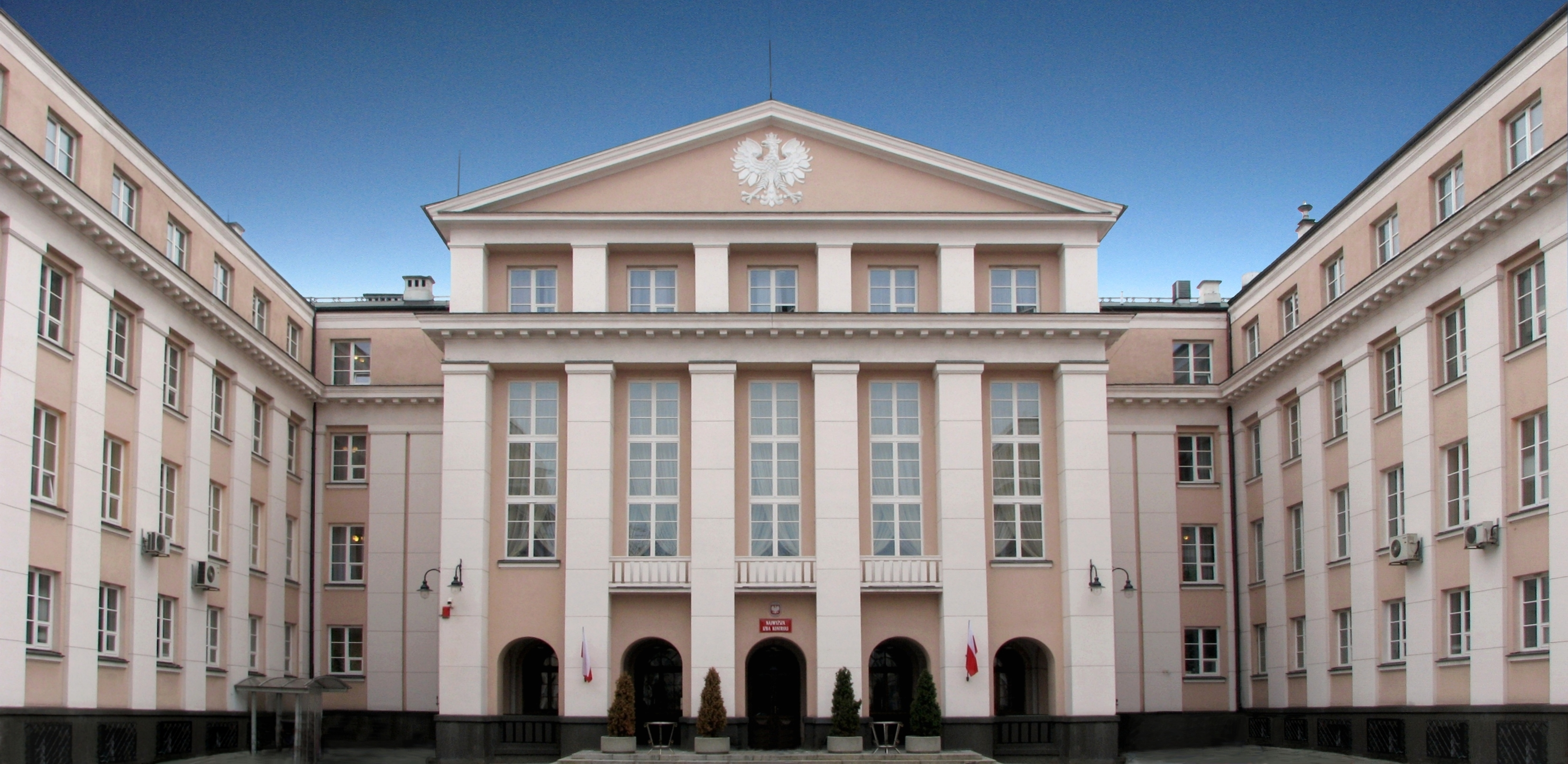
Hauptsitz der Obersten Kontrollkammer in Warschau

Najwyższa Izba Kontroli (deutsch: Oberste Kontrollkammer, Oberster Rechnungshof) ist das höchste Organ der staatlichen Kontrolle in Polen. Sie ist nach dem Kollegialitätsprinzip tätig und untersteht dem Sejm.

## Aufgaben
Die Oberste Kontrollkammer überprüft die Tätigkeit der Organe der Regierungsverwaltung, der Polnischen Nationalbank, der staatlichen juristischen Personen und anderer staatlicher Organisationseinheiten unter den Gesichtspunkten der Legalität, der Wirtschaftlichkeit, der Zweckmäßigkeit und der Redlichkeit (Art. 203 der polnischen Verfassung).
Die Oberste Kontrollkammer kann auch unter Legalitäts- und Wirtschaftlichkeitsgesichtspunkten die Tätigkeit anderer Organisationseinheiten und Wirtschaftsteilnehmer insoweit überprüfen, als sie Mittel und Vermögen des Staates oder der Gemeinden nutzen oder finanzielle Verpflichtungen zugunsten des Staates erfüllen.
Der Präsident der Obersten Kontrollkammer wird vom Sejm mit Zustimmung des Senats für sechs Jahre berufen. Er kann nur einmal wiederberufen werden.

## Ehemalige Präsidenten
- Tadeusz Hupałowski (1989–1991)
- Walerian Pańko (1991)
- Piotr Kownacki, kommissarisch (1991–1992)
- Lech Kaczyński (1992–1995)
- Janusz Wojciechowski, 1995–2001[3]
- Mirosław Sekuła, 2001–2007[3]
- Jacek Jezierski, 2007–2013[3][4]
- Krzysztof Kwiatkowski (2013–2019)[3]